# Малашинин, Иван Иванович
Иван Иванович Малашинин (9 мая 1926 года — 23 марта 1991 года) — советский военный деятель и педагог, контр-адмирал (1979), учёный в области радиоэлектроники и вычислительной техники,  доктор технических наук, профессор.
В 1971—1979 годах — директор Центрального института повышения квалификации Министерства среднего машиностроения СССР.
В 1979—1991 годах — директор Отделения вычислительной техники и радиоэлектроники Института атомной энергии имени И.В. Курчатова.
Являлся  инициатором и идеологом   создания и применения тренажеров атомных  энергетических  установок для подводных лодок. Автор более 100 научных работ, изобретений, 3-х монографий.

## Биография
Родился   9 мая 1926 года. Участник Великой Отечественной войны.  В  1956 году после окончания  Высшего военно-морского инженерного училища им. Ф.Э. Дзержинского  был назначен командиром турбинной группы на  атомную подводную лодку К-14.
С  1958 года — преподаватель, старший преподаватель, а с 1966 года — начальник цикла тренажёрной подготовки  Учебного центра  атомного подводного флота ВМФ СССР   в городе Обнинске. Служил под началом контр-адмирала   Леонида Григорьевича Осипенко.
С  1969 года  прикомандирован к   министерству среднего машиностроения СССР с назначением  заместителем начальника и  начальником кафедры автоматизированных систем управлением предприятиями Центрального института повышения квалификации МСМ СССР.
В 1971 году был назначен директором   Центрального института повышения квалификации МСМ СССР. Помимо основной деятельности в качестве директора ЦИПК, продолжал преподавать на основных кафедрах института, читал лекции на тему АСУ предприятий отрасли. С 1972 года читал лекции на цикла ГО Спецкафедры по вопросам в области радиационной и ядерной безопасности на закрытых объектах атомной промышленности. В 1974 году защитил диссертацию на соискание учёной степени доктор технических наук по теме: «Разработка научных основ создания тренажёров для ядерно-энергетических установок военного назначения и для АЭС».
В  1979 году  назначен директором  Отделения вычислительной техники и радиоэлектроники  Института атомной энергии имени И. В. Курчатова, одновременно с 1980 года занимал должности — председателя Комиссии по диалоговым системам Совета по автоматизации научных исследований при Президиуме Академии наук СССР (координация научных исследований и промышленных разработок, направленных на повышение эффективности решения задач в системах человек-ЭВМ) и  председателя Временной научно-технической комиссии ГКНТ СССР  (разработка предложений по унификации языков программирования для мини- и микро-ЭВМ).
С  1987 года  в отставке. До  1990 года работал заместителем начальника Главного управления координации и регулирования внешнеэкономических операций  Министерства внешнеэкономических связей СССР.
Умер   23 марта 1991 года. Похоронен на  Кончаловском кладбище в городе  Обнинске.

## Труды
- Малашинин И. И., Сидорова И. И.: Тренажеры для операторов АЭС. М.: Атомиздат, 1979 — 153 с
- Кокорева Л. В,  Малашинин И. И.: Диалоговая система в управлении научными исследованиями и разработками. М.: Наука, Главная редакция физико-математической литературы, 1988
- Малашинин И. И., Перегуда А. И.: Расчет и оптимизация надежности системы аварийной защиты ядерных реакторов. М.: Энергоатомиздат, 1985. — 109 с.
- Малашинин И. И., Перегуда А. И.: Об алгоритме максимального укрупнения состояния однородного марковского процесса.  М.: ИАЭ 1983
- Кокорева Л. В.,  Малашинин И. И.: Проектирование банков данных. М.: Наука 1984